# Ibykos

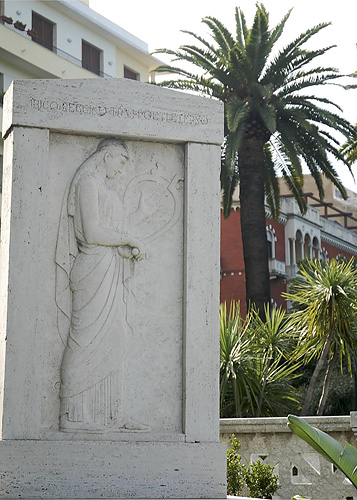
Pomnik pamięci Ibykosa w Reggio Calabria (antyczne Rhegion)

Ibykos, gr. Ἴβυκος, łac. Ibycus (druga połowa VI wieku p.n.e.) – grecki poeta liryczny pochodzący z południowoitalskiego Rhegion (Rhegium). 
Po młodości spędzonej w ojczyźnie udał się na Samos, gdzie rozwijał swój talent na dworze tyrana Polikratesa. Był autorem pieśni chóralnych i liryków erotycznych, które zachowały się jedynie we fragmentach (cytaty u pisarzy antycznych i teksty w odkrytym papirusie egipskim). 
Reprezentował dwa odmienne nurty liryki, tworząc pod wpływem Stezychorosa poematy o tematyce mitologicznej, lecz będąc także autorem krótkich erotyków (wyrażających uczucia homoseksualne), zaliczany do największych twórców tego gatunku. Miał pisać również ody (epinikion) dla zwycięzców w igrzyskach olimpijskich, poprzedzając w tym Pindara i Symonidesa.
Na język polski twórczość Ibykosa tłumaczona była przez Jana Czubka, Jerzego Danielewicza, Stefana Srebrnego i Wiktora Steffena. 
W historycznym przekazie znany bardziej dzięki niezwykłym okolicznościom przypadkowej śmierci, którym m.in. Friedrich Schiller poświęcił balladę Żurawie Ibykosa (Die Kraniche des Ibykus, 1797), i co w literaturze stało się tzw. motywem wędrownym.  
Według legendy, zamordowanie poety przez rozbójników zostało swoiście pomszczone przez żurawie, które w chwili śmierci wezwał na świadków. Po pewnym czasie jeden z zabójców przebywających na igrzyskach w Himerze, na widok przelatujących ptaków zakrzyknął „Oto żurawie Ibykosa”. Okrzyk ten zdradził go i schwytani mordercy zostali ukarani. Odtąd metaforyczne wyrażenie „żurawie Ibykosa” oznacza niespodziewanych świadków dokonanej zbrodni.